# Sinnii
La gens Sinnii est une obscure famille plébéienne de la Rome antique. Le membre le plus célèbre de cette gens est le grammairien Sinnius Capitus, contemporain de Varron, qui vécut vers la fin de la République. D'autres Sinnii sont connus par des inscriptions.

## Membres
- Sinnia, épouse de Scapula, mère de Consus et grand-mère de Flavia, mentionnée dans une inscription d'Histonium in Samnium, datant des dernières années du premier siècle av. J.-C. L'inscription commémore la famille de Publius Paquius Scaeva, le mari de Flavia, qui après une longue série de nominations est nommé proconsul de Chypre[2].
- Sinnia, lépouse de Consus et mère de Flavia, mentionnée dans une inscription de la fin du premier siècle av. J.-C. d'Histonium. Comme sa belle-mère partageait le même nom, elle était probablement apparentée à son mari, tout comme sa fille à son mari, le sénateur Publius Paquius Scaeva[2].
- Sinnius, membre de la garde du corps de Nero Claudius Drusus, nommé dans une inscription romaine de la première moitié du premier siècle apr. J.-C.[3].
- Sextus Sinnius, nommé dans une inscription d'Arelate, en Gaule narbonnaise[4].
- Sinnius Capitus, grammairien du premier siècle av. J.-C. dont les travaux et les lettres savantes sont cités par des autorités comme Sextus Pompeius Festus, Aulus Gellius et Verrius Flaccus[1],[5].
- Sinnia L. l. Clarilla, affranchie enterrée à Rome dans la première moitié du premier siècle apr. J.-C.[6].
- Sinnius Nicaris, nommé dans une inscription de Caelia en Hispania Baetica[7].